# Керроу Роуд
Керроу Роуд (англ. Carrow Road) — футбольний стадіон в Норвічі , Англія. Є домашнім стадіоном місцевого клубу «Норвіч Сіті». Був побудований через великий брак місць на «Розарі Роуд» у 1935 році.